# Mihai Mălaimare Jr.
Mihai Mălaimare Jr. (prononnciation roumaine : [miˈhɑj məlajˈmɑ.re]), né en 1975, est un directeur de la photographie roumain.

## Biographie
Il est le fils de l'acteur et ancien homme politique roumain Mihai Mălaimare (ro). Il est directeur de la photographie sur des films réalisés par Francis Ford Coppola, Paul Thomas Anderson et Taika Waititi.
Il est nommé pour la meilleure photographie aux 24e Independent Spirit Awards pour L'Homme sans âge en 2008.

## Filmographie
Sauf indication contraire, les informations mentionnées dans cette section peuvent être confirmées par la base de données cinématographiques IMDb,  présente dans la section « Liens externes ».

### Cinéma
- 2000 : Caravana fotografica de lui-même et Corina Stavila
- 2003 : 18:36 de Ionut Giurgiuca (court métrage)
- 2004 : The Apartment de Constantin Popescu (court métrage)
- 2004 : Lotus de Ioan Cărmăzan (ro)
- 2005 : Canton de Constantin Popescu (court métrage)
- 2006 : Pacala se întoarce de Geo Saizescu
- 2007 : L'Homme sans âge (Youth Without Youth) de Francis Ford Coppola
- 2009 : Tetro de Francis Ford Coppola
- 2009 : Sunset d'Oana Marian (court métrage)
- 2011 : Twixt de Francis Ford Coppola
- 2011 : Take This Lollipop de Jason Zada (court métrage)
- 2012 : Little Red Wagon de David Anspaugh
- 2012 : The Time Being de Nenad Cicin-Sain
- 2012 : The Master de Paul Thomas Anderson
- 2013 : Plus One de Dennis Iliadis (en)
- 2014 : Balade entre les tombes (A Walk Among the Tombstones) de Scott Frank
- 2015 : Distant Vision (en) de Francis Ford Coppola
- 2015 : Hitchcock/Truffaut de Kent Jones (parties tournées à Los Angeles)
- 2016 : Nina de Cynthia Mort
- 2017 : Sleepless de Baran bo Odar
- 2017 : November Criminals de Sacha Gervasi
- 2018 : Delirium de Dennis Iliadis
- 2018 : The Hate U Give : La Haine qu'on donne (The Hate U Give) de George Tillman Jr.
- 2019 : Jojo Rabbit de Taika Waititi
- 2020 : Histoires d'amour (Love is Love is Love) d'Eleanor Coppola
- 2021 : The Harder They Fall de Jeymes Samuel
- 2024 : Megalopolis de Francis Ford Coppola

### Télévision
- 2015 : Pariah de Rob McElhenney, pilote
- 2020 : For Life, série télévisée (1 épisode)
- 2022 : La Dynastie des Lakers (Winning Time: The Rise of the Lakers Dynasty), série télévisée (4 épisodes)

## Distinctions
Sauf indication contraire, les informations mentionnées dans cette section peuvent être confirmées par la base de données cinématographiques IMDb,  présente dans la section « Liens externes ».

### Récompenses
- Boston Society of Film Critics Awards 2012 : meilleure photographie pour The Master
- Austin Film Critics Association Awards 2012 : meilleure photographie pour The Master
- Chicago Film Critics Association Awards 2012 : meilleure photographie pour The Master
- National Society of Film Critics Awards 2013 : meilleure photographie pour The Master
- Chlotrudis Awards 2013 : meilleure photographie pour The Master

### Nominations
- Independent Spirit Awards 2008 : meilleure photographie pour L'Homme sans âge
- New York Film Critics Circle Awards 2012 : meilleure photographie pour The Master
- Los Angeles Film Critics Association Awards 2012 : meilleure photographie pour The Master
- Washington DC Area Film Critics Association Awards 2012 : meilleure photographie pour The Master
- San Diego Film Critics Society Awards 2012 : meilleure photographie pour The Master
- Satellite Awards 2012 : meilleure photographie pour The Master
- St. Louis Film Critics Association Awards 2012 : meilleure photographie pour The Master
- Houston Film Critics Society Awards 2013 : meilleure photographie pour The Master
- Critics' Choice Movie Awards 2013 : meilleure photographie pour The Master
- Hollywood Film Awards 2019 : meilleure photographie pour Jojo Rabbit
- Prix AFC 2025 : Meilleure photographie pour un long métrage de fiction pour Megalopolis